# Lingadhalli (Udgir), Aurad
Lingadhalli (Udgir) là một làng thuộc tehsil Aurad, huyện Bidar, bang Karnataka, Ấn Độ.